# Dichanthium
Dichanthium är ett släkte av gräs. Dichanthium ingår i familjen gräs.
Kladogram enligt Catalogue of Life:
| Dichanthium | \| \| Dichanthium andringitrense \| \| \| \| \| \| Dichanthium annulatum \| \| \| \| \| \| Dichanthium aristatum \| \| \| \| \| \| Dichanthium armatum \| \| \| \| \| \| Dichanthium caricosum \| \| \| \| \| \| Dichanthium concanense \| \| \| \| \| \| Dichanthium erectum \| \| \| \| \| \| Dichanthium fecundum \| \| \| \| \| \| Dichanthium foulkesii \| \| \| \| \| \| Dichanthium foveolatum \| \| \| \| \| \| Dichanthium maccannii \| \| \| \| \| \| Dichanthium mccannii \| \| \| \| \| \| Dichanthium micranthum \| \| \| \| \| \| Dichanthium mucronulatum \| \| \| \| \| \| Dichanthium oliganthum \| \| \| \| \| \| Dichanthium panchganiense \| \| \| \| \| \| Dichanthium paranjpyeanum \| \| \| \| \| \| Dichanthium queenslandicum \| \| \| \| \| \| Dichanthium sericeum \| \| \| \| \| \| Dichanthium setosum \| \| \| \| \| \| Dichanthium tenue \| \| \| \| \| \| Dichanthium tuberculatum \| \| \| \| |
|             | \| \| Dichanthium andringitrense \| \| \| \| \| \| Dichanthium annulatum \| \| \| \| \| \| Dichanthium aristatum \| \| \| \| \| \| Dichanthium armatum \| \| \| \| \| \| Dichanthium caricosum \| \| \| \| \| \| Dichanthium concanense \| \| \| \| \| \| Dichanthium erectum \| \| \| \| \| \| Dichanthium fecundum \| \| \| \| \| \| Dichanthium foulkesii \| \| \| \| \| \| Dichanthium foveolatum \| \| \| \| \| \| Dichanthium maccannii \| \| \| \| \| \| Dichanthium mccannii \| \| \| \| \| \| Dichanthium micranthum \| \| \| \| \| \| Dichanthium mucronulatum \| \| \| \| \| \| Dichanthium oliganthum \| \| \| \| \| \| Dichanthium panchganiense \| \| \| \| \| \| Dichanthium paranjpyeanum \| \| \| \| \| \| Dichanthium queenslandicum \| \| \| \| \| \| Dichanthium sericeum \| \| \| \| \| \| Dichanthium setosum \| \| \| \| \| \| Dichanthium tenue \| \| \| \| \| \| Dichanthium tuberculatum \| \| \| \| |
|             | Dichanthium andringitrense |
|             | |
|             | Dichanthium annulatum |
|             | |
|             | Dichanthium aristatum |
|             | |
|             | Dichanthium armatum |
|             | |
|             | Dichanthium caricosum |
|             | |
|             | Dichanthium concanense |
|             | |
|             | Dichanthium erectum |
|             | |
|             | Dichanthium fecundum |
|             | |
|             | Dichanthium foulkesii |
|             | |
|             | Dichanthium foveolatum |
|             | |
|             | Dichanthium maccannii |
|             | |
|             | Dichanthium mccannii |
|             | |
|             | Dichanthium micranthum |
|             | |
|             | Dichanthium mucronulatum |
|             | |
|             | Dichanthium oliganthum |
|             | |
|             | Dichanthium panchganiense |
|             | |
|             | Dichanthium paranjpyeanum |
|             | |
|             | Dichanthium queenslandicum |
|             | |
|             | Dichanthium sericeum |
|             | |
|             | Dichanthium setosum |
|             | |
|             | Dichanthium tenue |
|             | |
|             | Dichanthium tuberculatum |
|             | |

## Bildgalleri

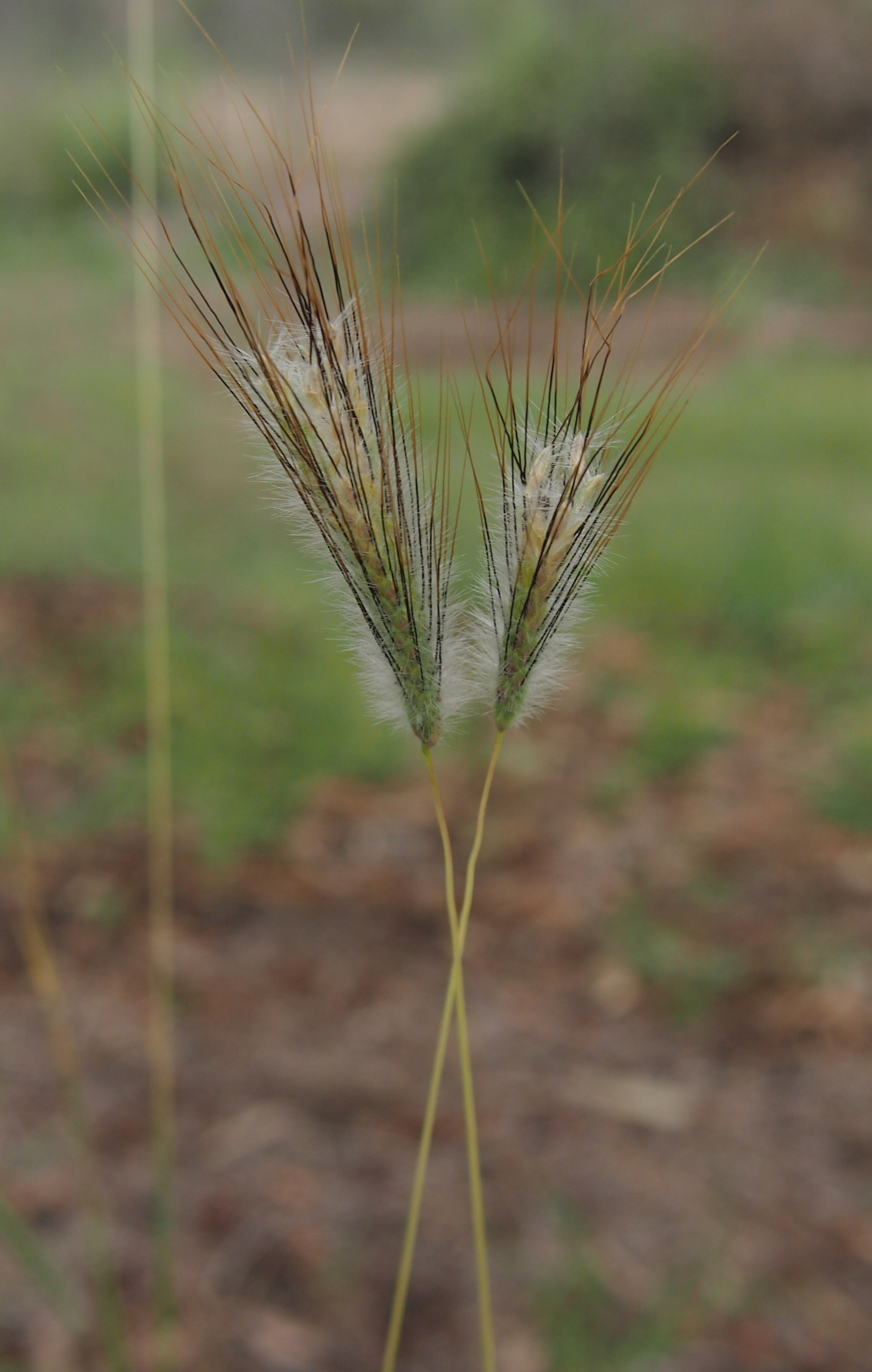
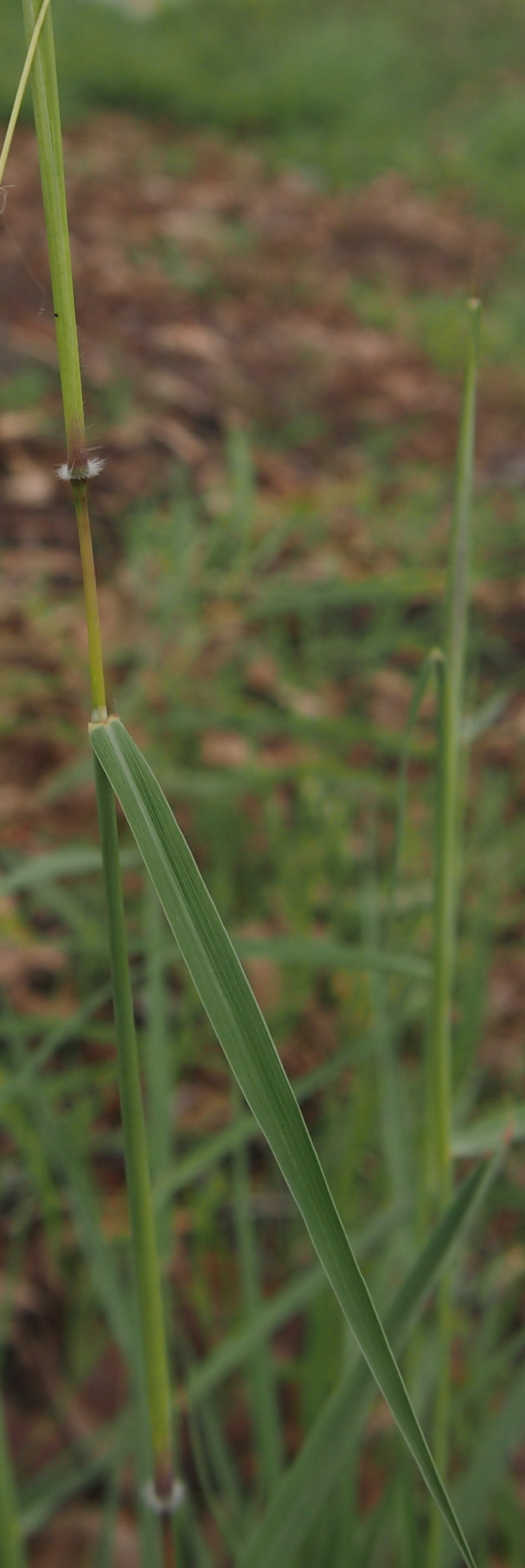
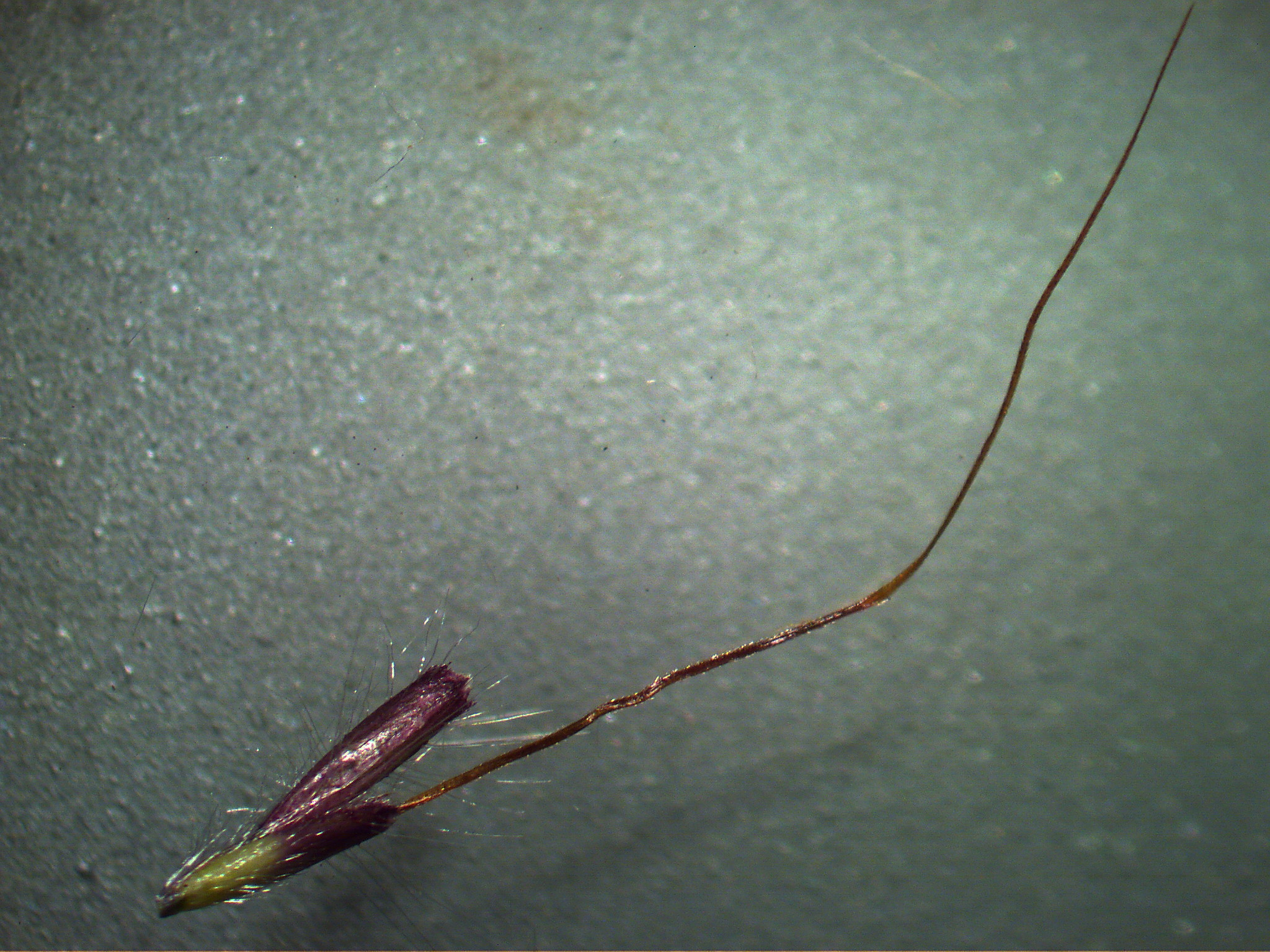
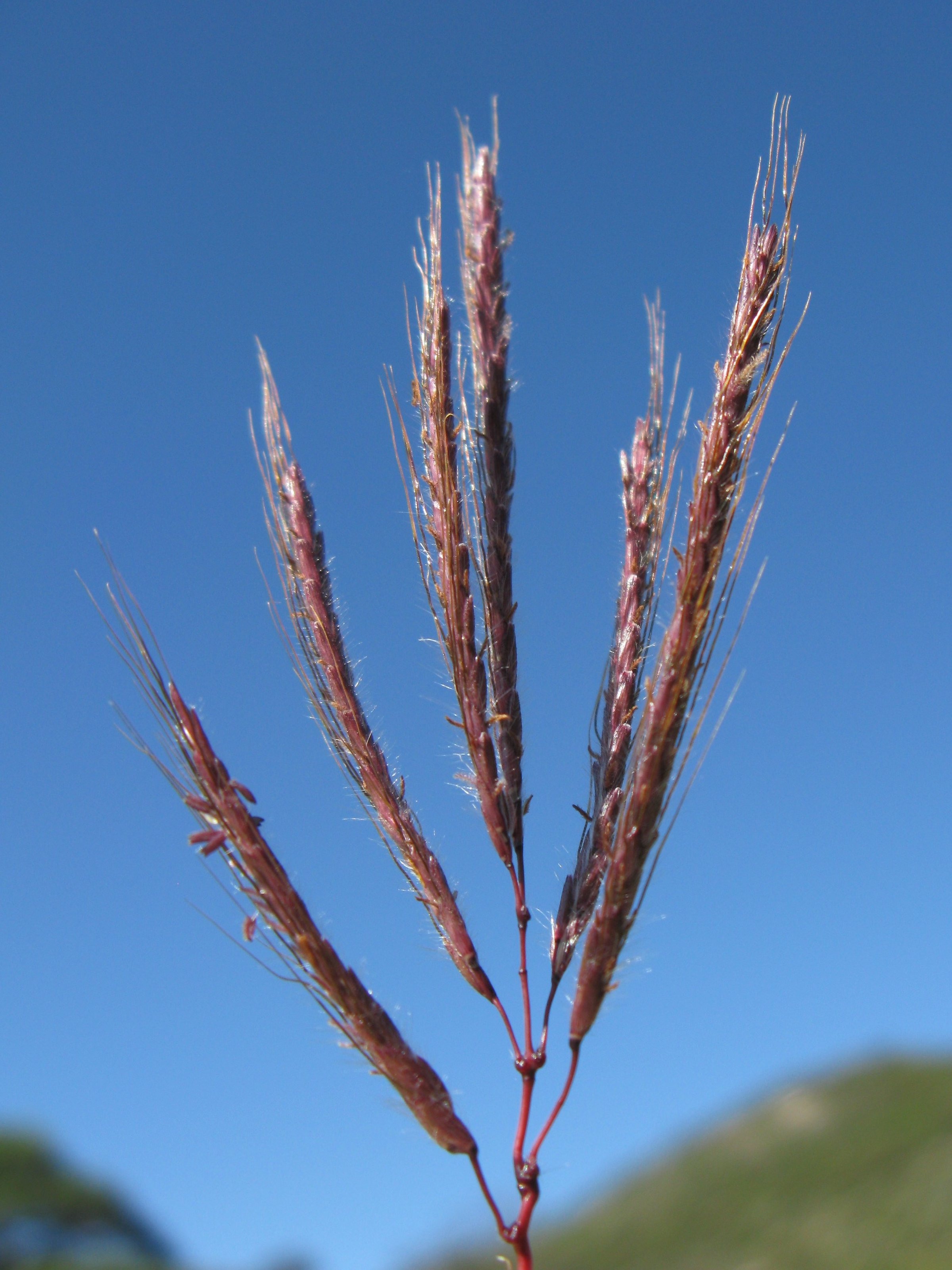
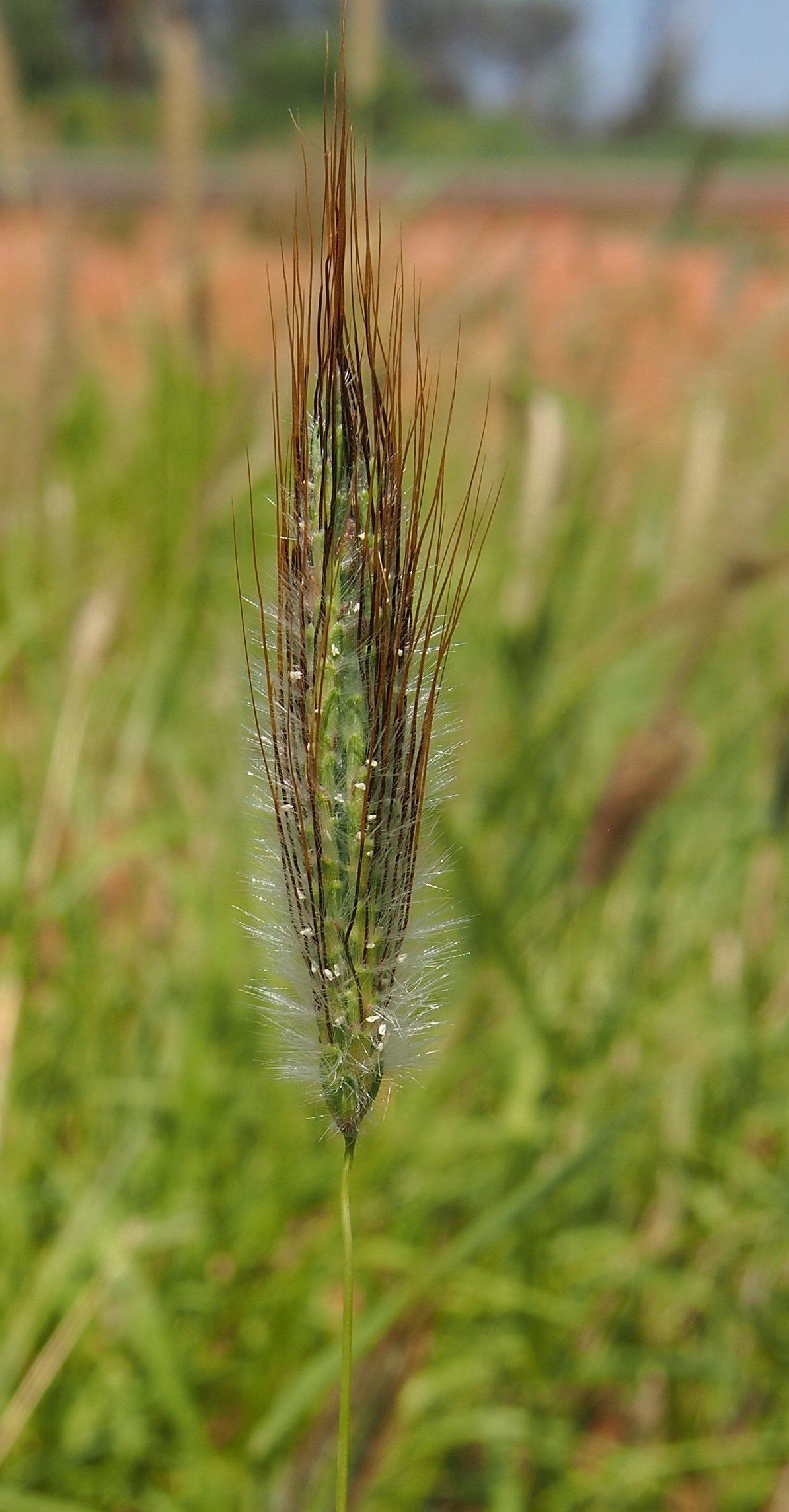
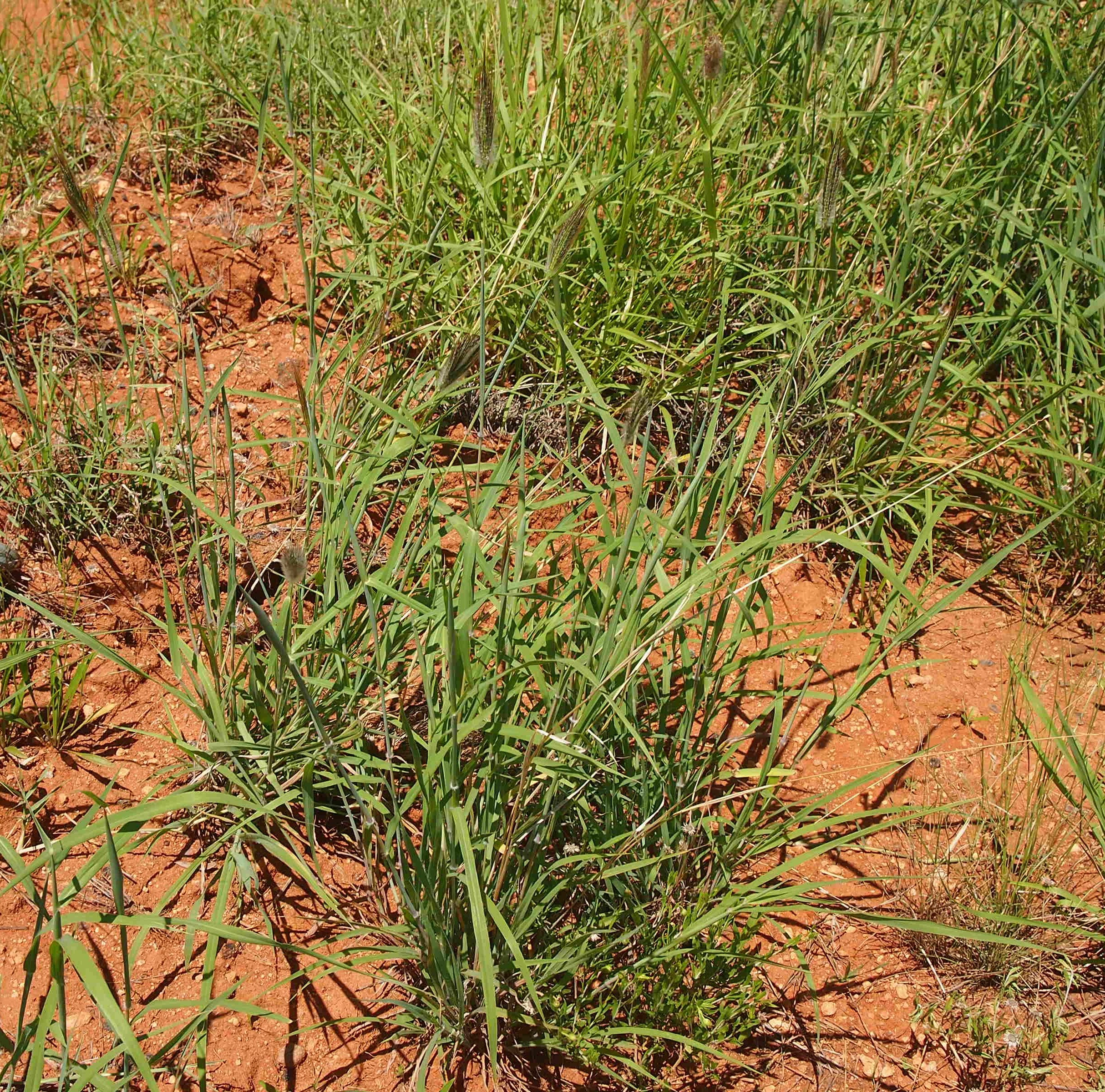